# St. Martin (Engers)

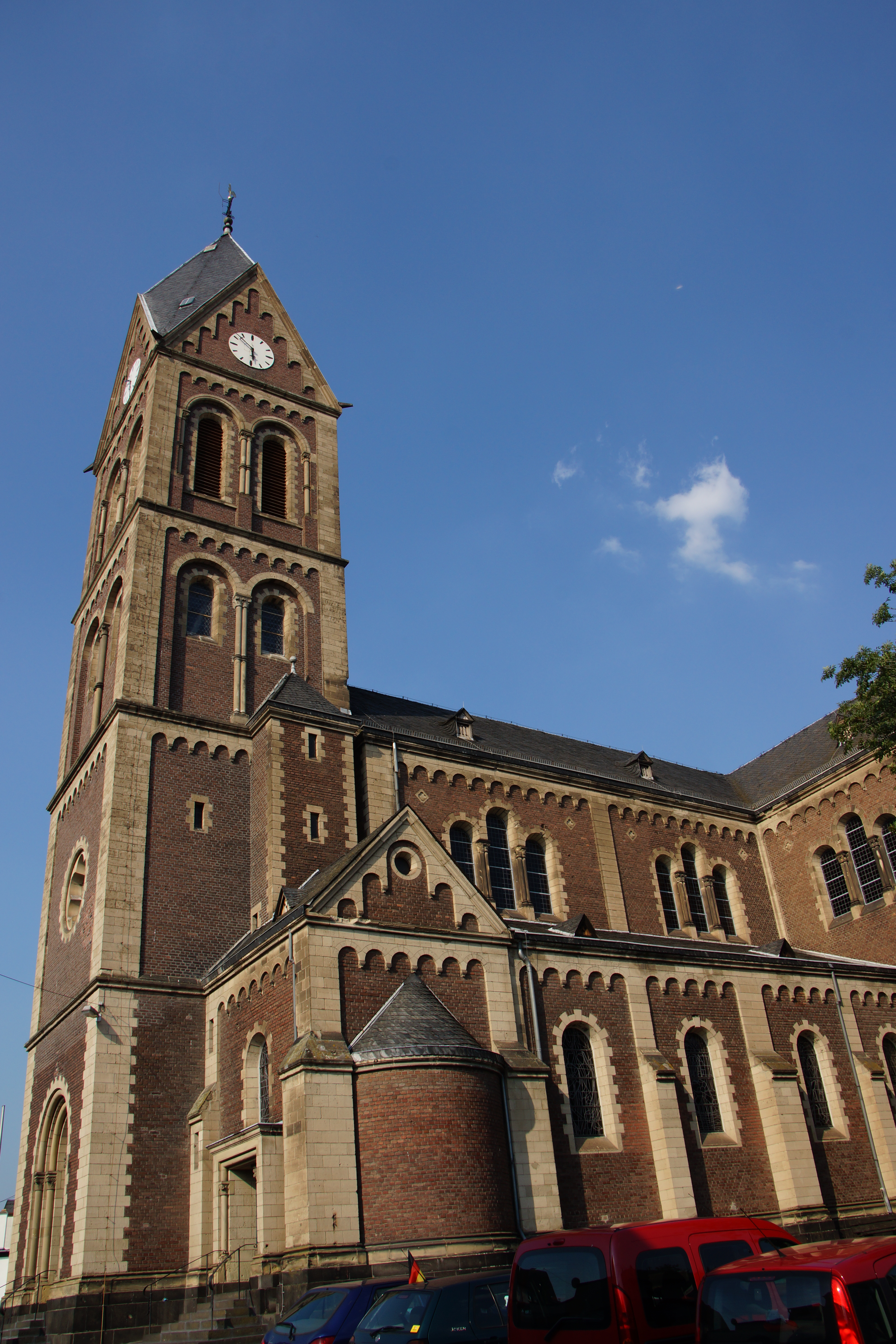
Pfarrkirche St. Martin

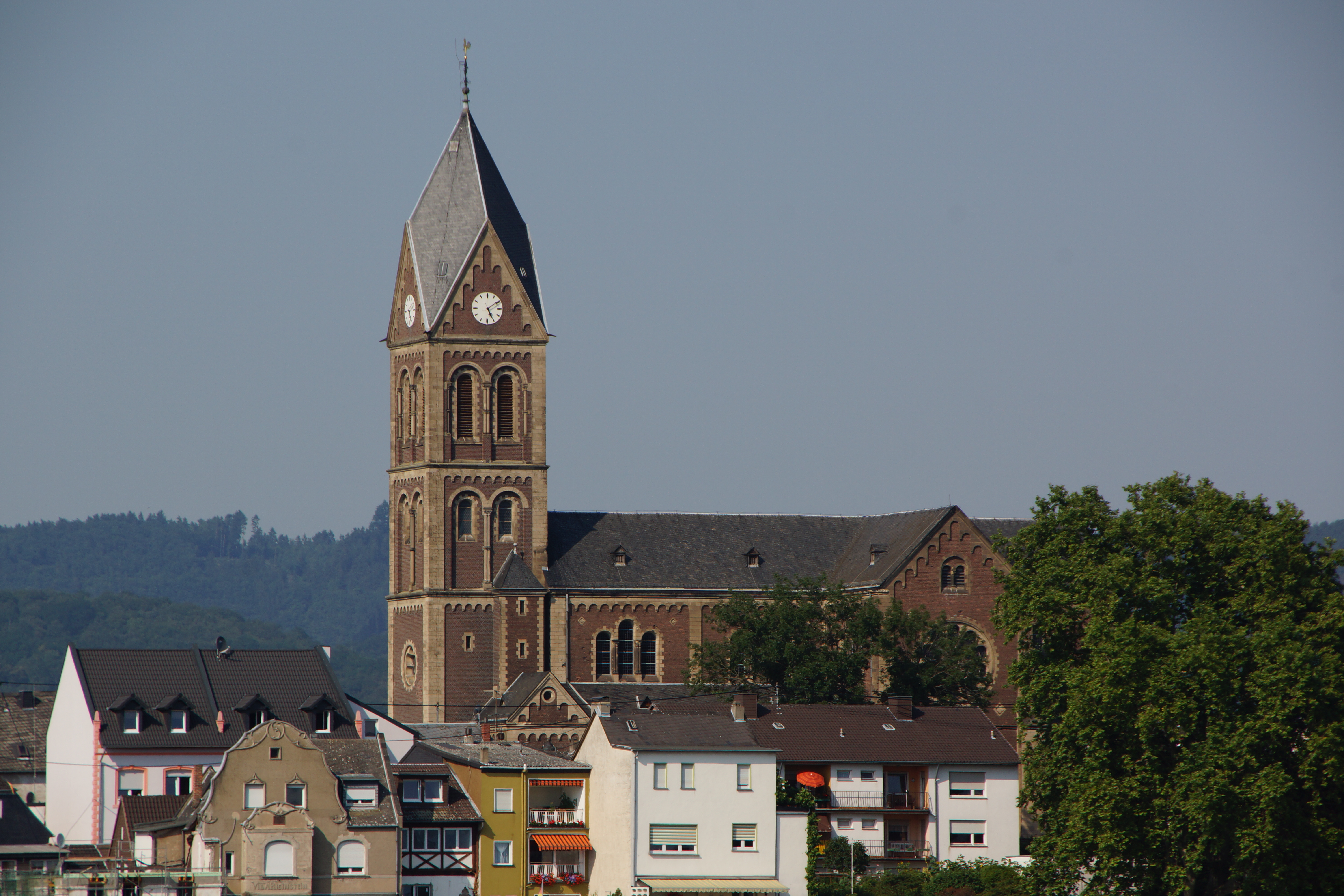
Pfarrkirche St. Martin, Blick von der anderen Rheinseite

Die Pfarrkirche St. Martin im Neuwieder Stadtteil Engers in Rheinland-Pfalz wurde 1896 in neoromanischen Formen errichtet. Die katholische Kirche gehört zum Dekanat Rhein-Wied im Bistum Trier. Seit dem 21. November 2003 steht sie unter Denkmalschutz.

## Geschichte

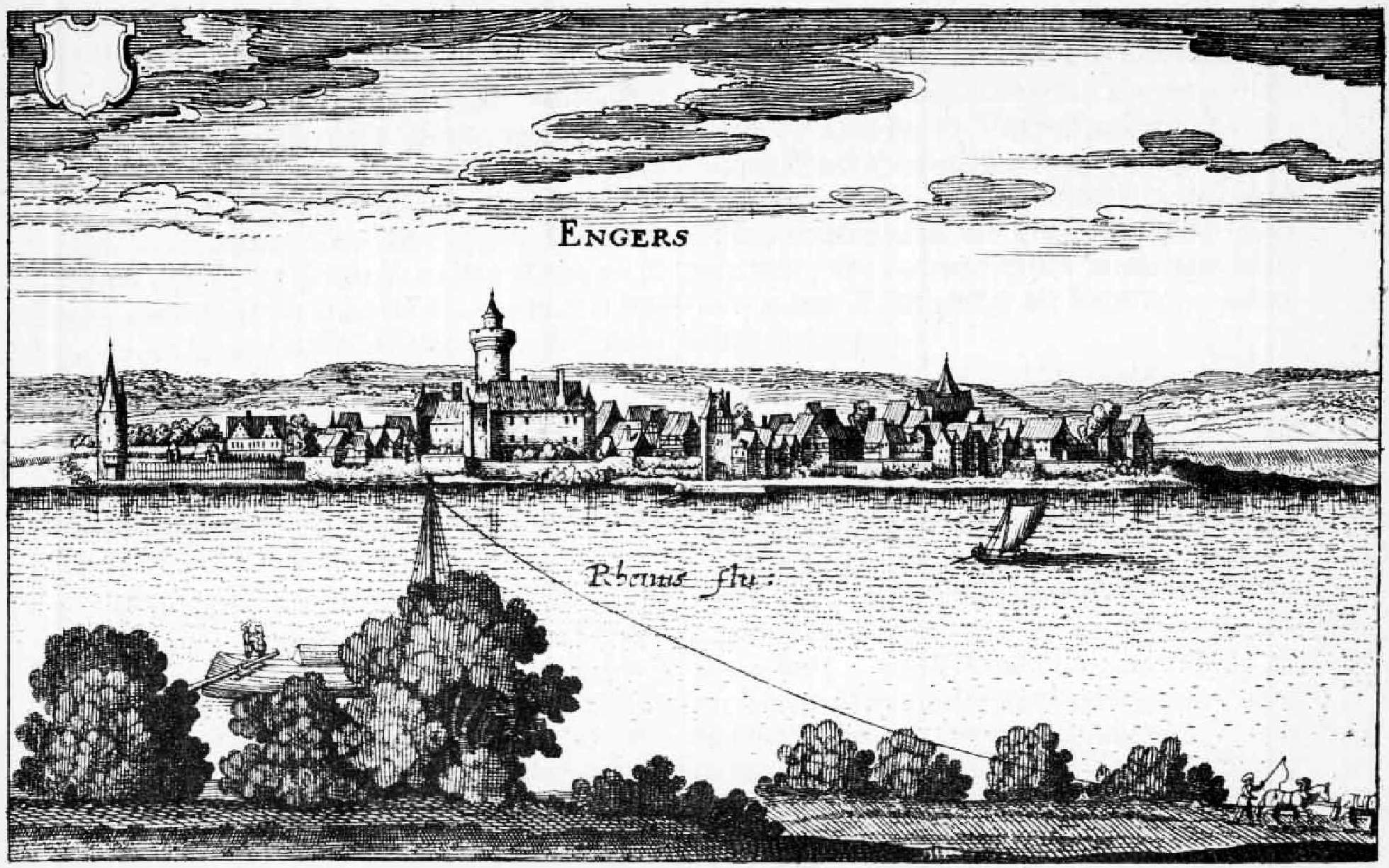
Engers in einem Kupferstich von Merian um 1650

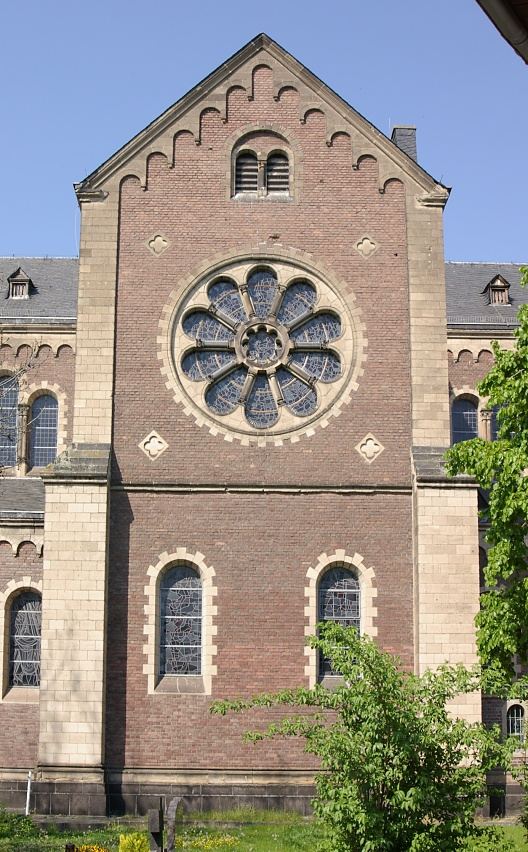
Blick auf das südliche Querhaus

Die ursprüngliche Martinskirche war eine königliche Gründung aus fränkischer Zeit. Engers wurde bereits im Jahr 906 unter Erzbischof Radbod von Trier Mutterpfarrei eines Dekanats. Im 14. Jahrhundert wird von dem Bau einer gotischen Pfarrkirche St. Martin in Engers berichtet, welche um 1600 in einem Kupferstich von Merian abgebildet ist. Beim großen Stadtbrand von Engers im Jahr 1778 brannte die Kirche bis auf Reste des Chores nieder. Als flach gedeckte Hallenkirche im barocken Stil wurde sie 1783 wieder errichtet, der verbliebene gotische Chor wurde in den Neubau einbezogen. Diese Kirche wurde 1896 abgerissen, weil diese für die angewachsene Gemeinde inzwischen zu klein war.
Die heutige Kirche St. Martin wurde von Josef Moritz aus Cochem nach Plänen des Düsseldorfer Architekten Busch in neoromanischen Formen erbaut. Der Grundstein für den Neubau der Kirche wurde im Juni 1897 gelegt, im September 1898 wurde sie von der Gemeinde zu Gottesdiensten in Gebrauch genommen und am 21. Juni 1900 vom Trierer Bischof Michael Felix Korum konsekriert.
Die Orgel wurde 1909 fertiggestellt und 1924 wurden vier Bronzeglocken aufgezogen, welche 1942 zu Kriegszwecken eingeschmolzen wurden.

## Bau und Ausstattung

### Baubeschreibung
Die dreischiffige, geräumige Säulenbasilika mit Querhaus und quadratischem, rhombendachbekröntem Westturm in neoromanischen Formen wirkt in ihrem Äußeren aufgrund der dunklen Wandflächen und sich hiervon gut absetzenden hellen Architekturgliederungen rheinischer Prägung aus Backstein und Tuff eindrucksvoll. Der Innenraum ist gratgewölbt im gebundenen System.

### Ausstattung

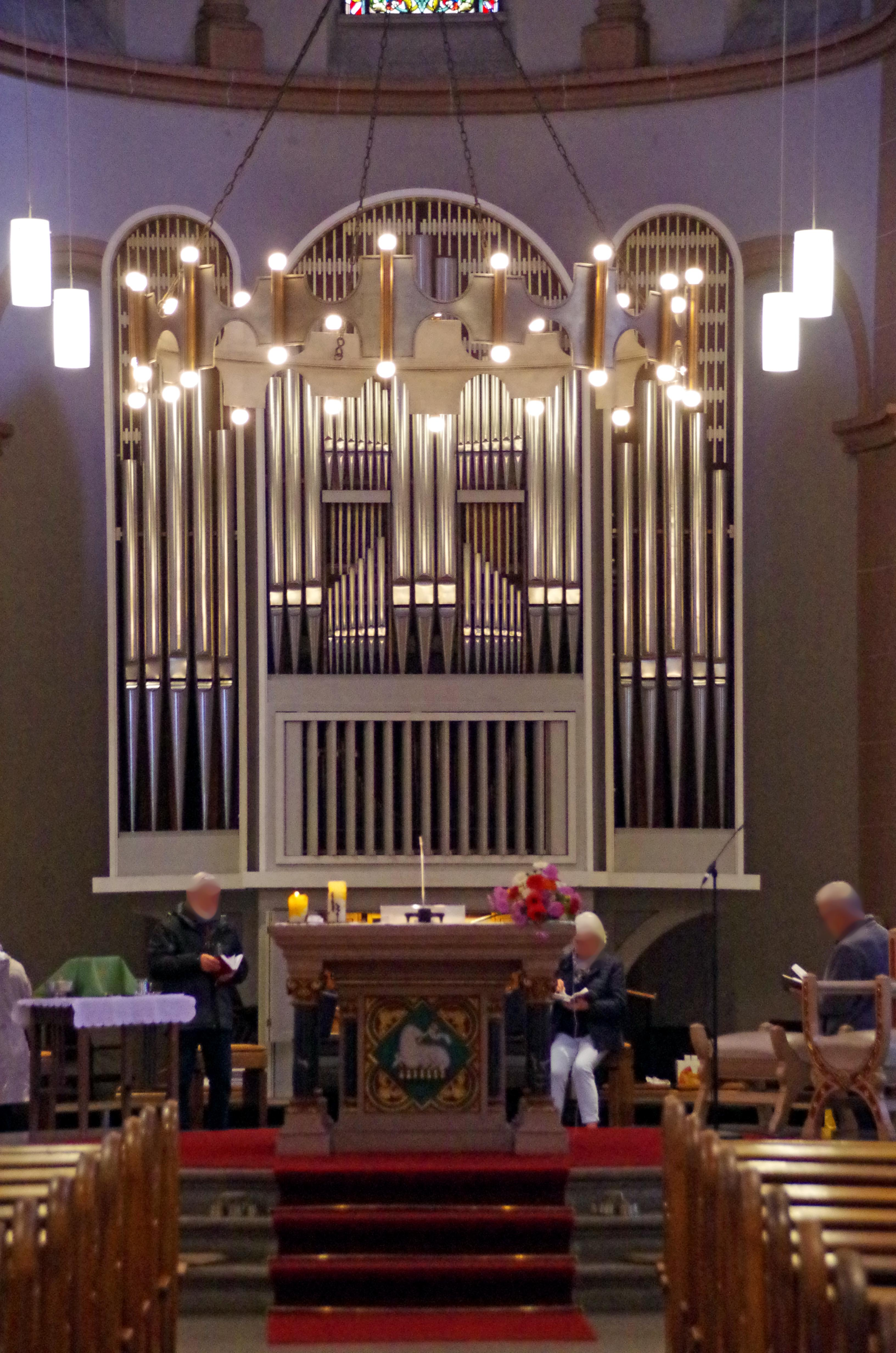
Orgel

Besondere Erwähnung verdienen eine gotische Madonna mit Kind, eine Pietà sowie eine barocke Strahlenkranzmadonna.

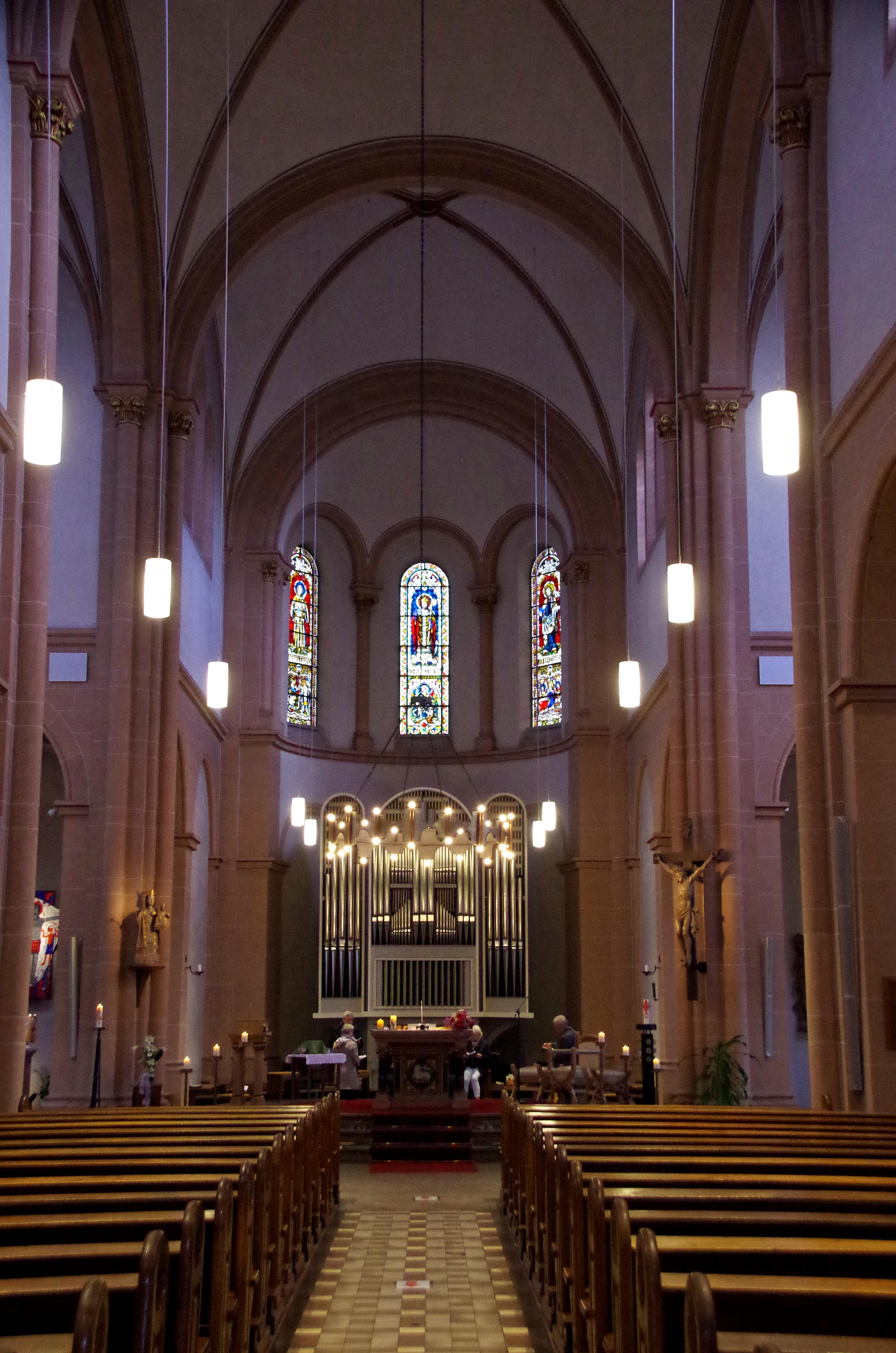
Innenraum
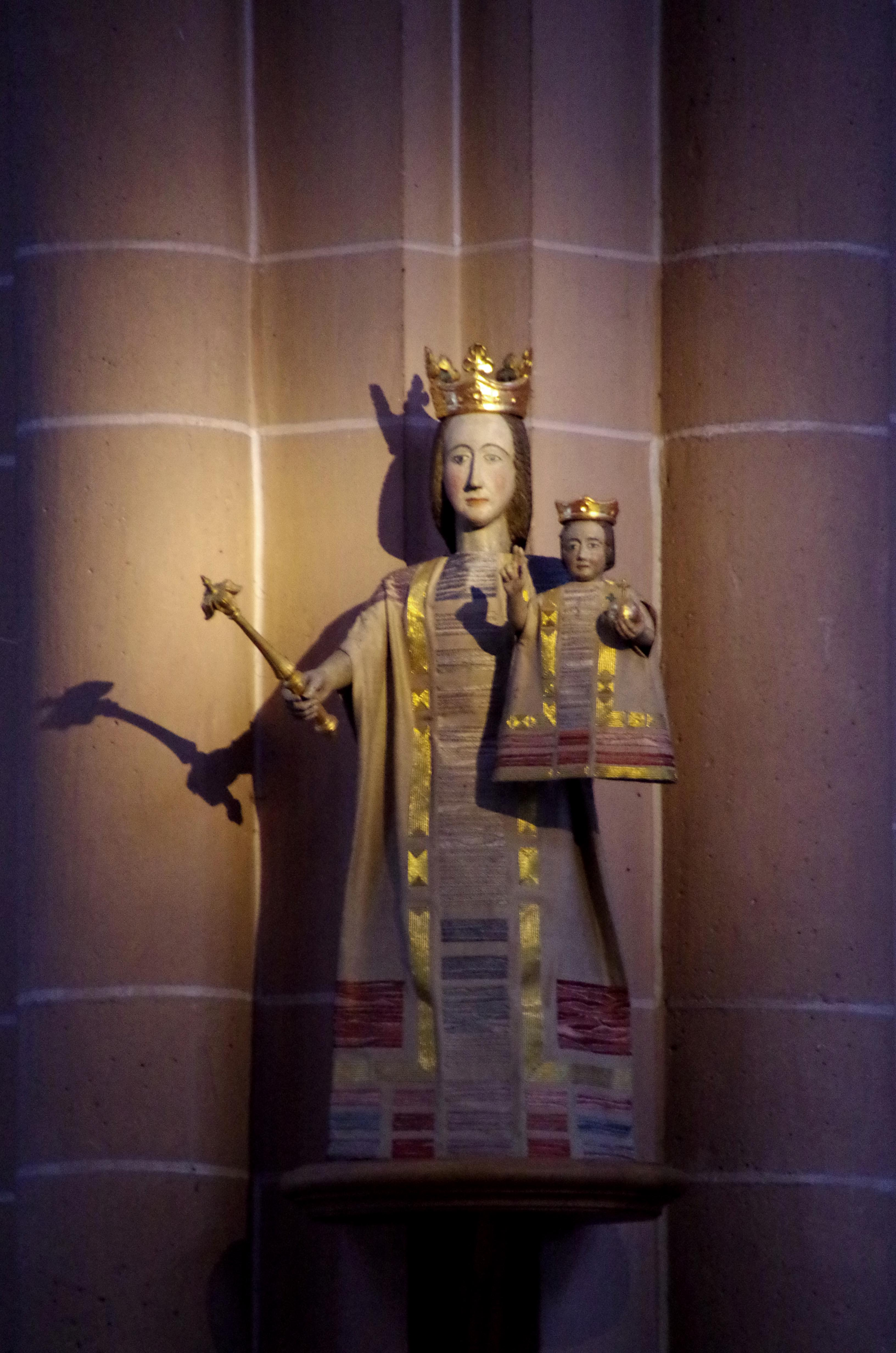
Gotische Madonna
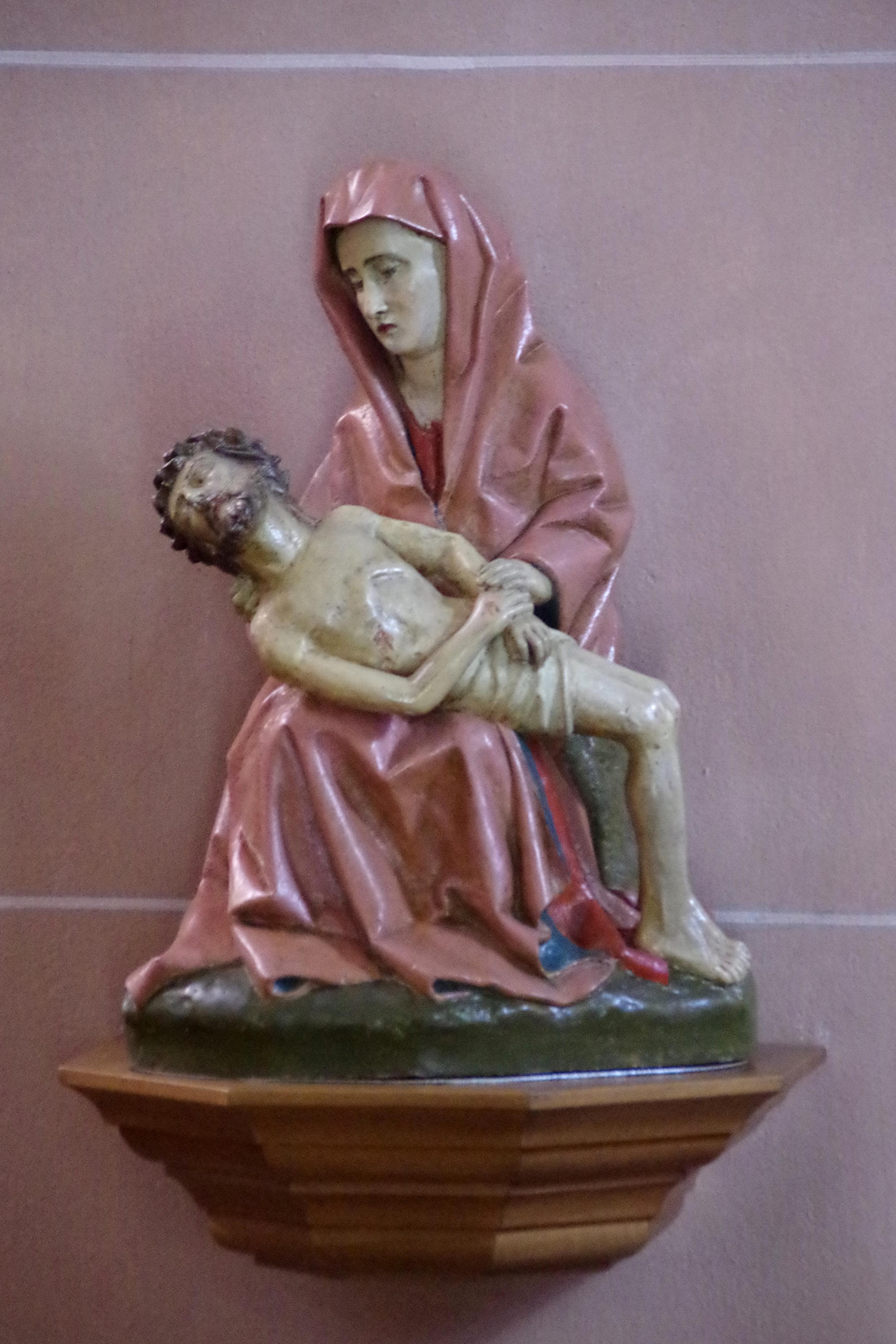
Pietà
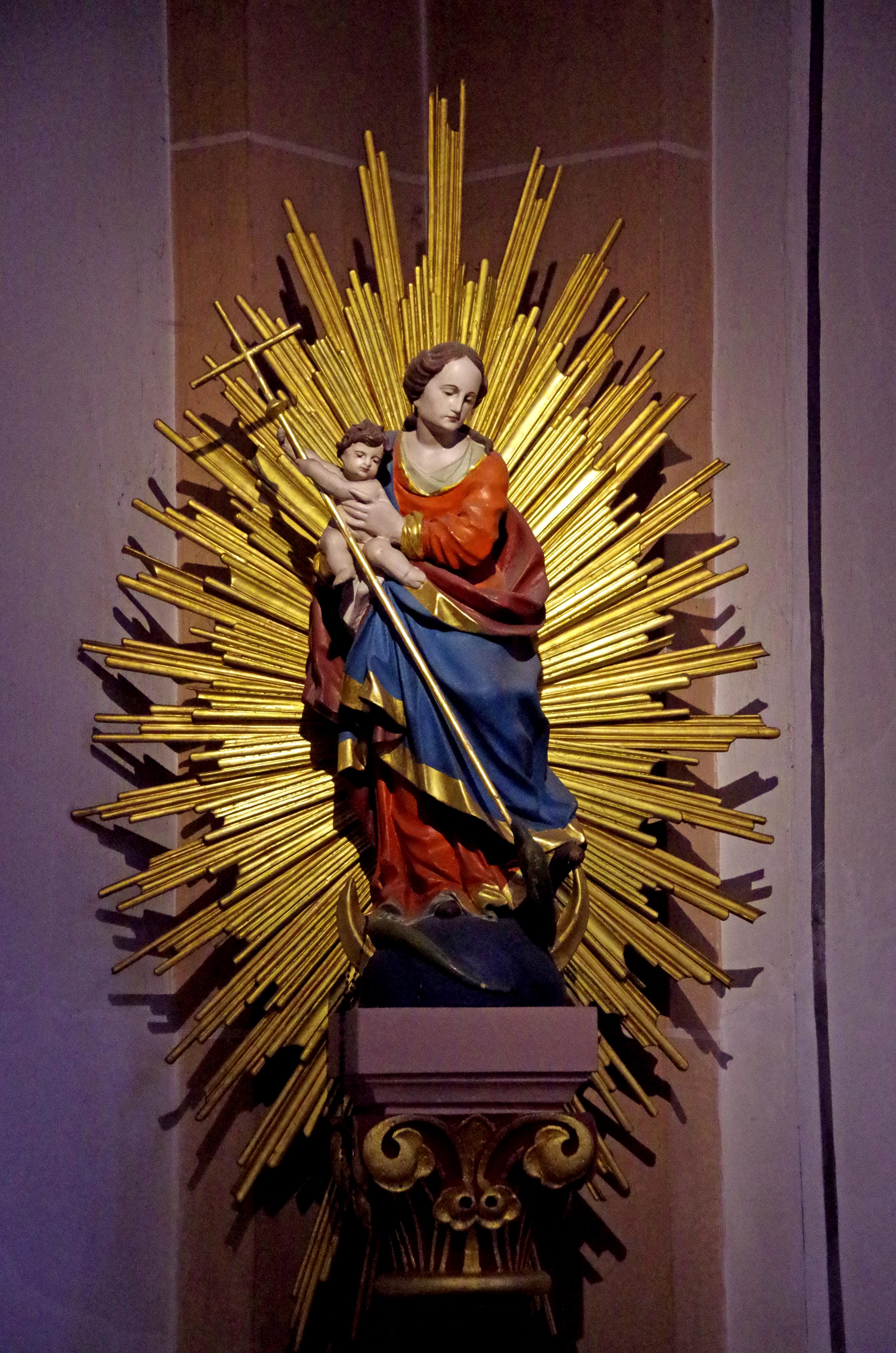
Strahlenkranzmadonna

### Orgel
Die heutige Orgel wurde 1974 von Orgelbauer Eduard Sebald aus Trier gebaut und – in katholischen Kirchen eher unüblich – im Chor hinter dem Zelebrationsaltar aufgestellt. Sie verfügt über 26 Register auf zwei Manualen und Pedal.

### Glocken
Da die vier Bronzeglocken von 1924 Opfer des Zweiten Weltkriegs geworden waren, wurden 1947 vier neue Glocken aus Gussstahl angeschafft, die von der Gießerei „Bochumer Verein“ gegossen wurden. Die größte Glocke wird im Plenum nur bei besonderen Anlässen oder zu Hochfesten geläutet.
| Glocke | Name                    | Gewicht | Schlagton |
| ------ | ----------------------- | ------- | --------- |
| 1      | Albert-der-Große-Glocke | 6122 kg | Gis°      |
| 2      | Sebstiansglocke         | 3498 kg | H°        |
| 3      | Martinsglocke           | 2435 kg | cis′      |
| 4      | Marienglocke            | 1836 kg | dis′      |

## Nachweise
1. ↑  Orgeldatenbank organindex.de
2. ↑  Engers Sankt Martin auf youtube.com

Koordinaten: 50° 25′ 21,8″ N, 7° 32′ 45,4″ O